# آلکس مک‌کارتی
آلکس مک‌کارتی (انگلیسی: Alex McCarthy؛ زادهٔ ۳ دسامبر ۱۹۸۹) یک بازیکن فوتبال اهل بریتانیا است.